# John Crome
John Crome   (Norwich, 22 de desembre de 1768 - Norwich, 22 d'abril de 1821) fou un paisatgista, gravador, i (juntament amb John Sell Cotman) l'artista més important de l'escola de Norwich.

## Galeria d'imatges

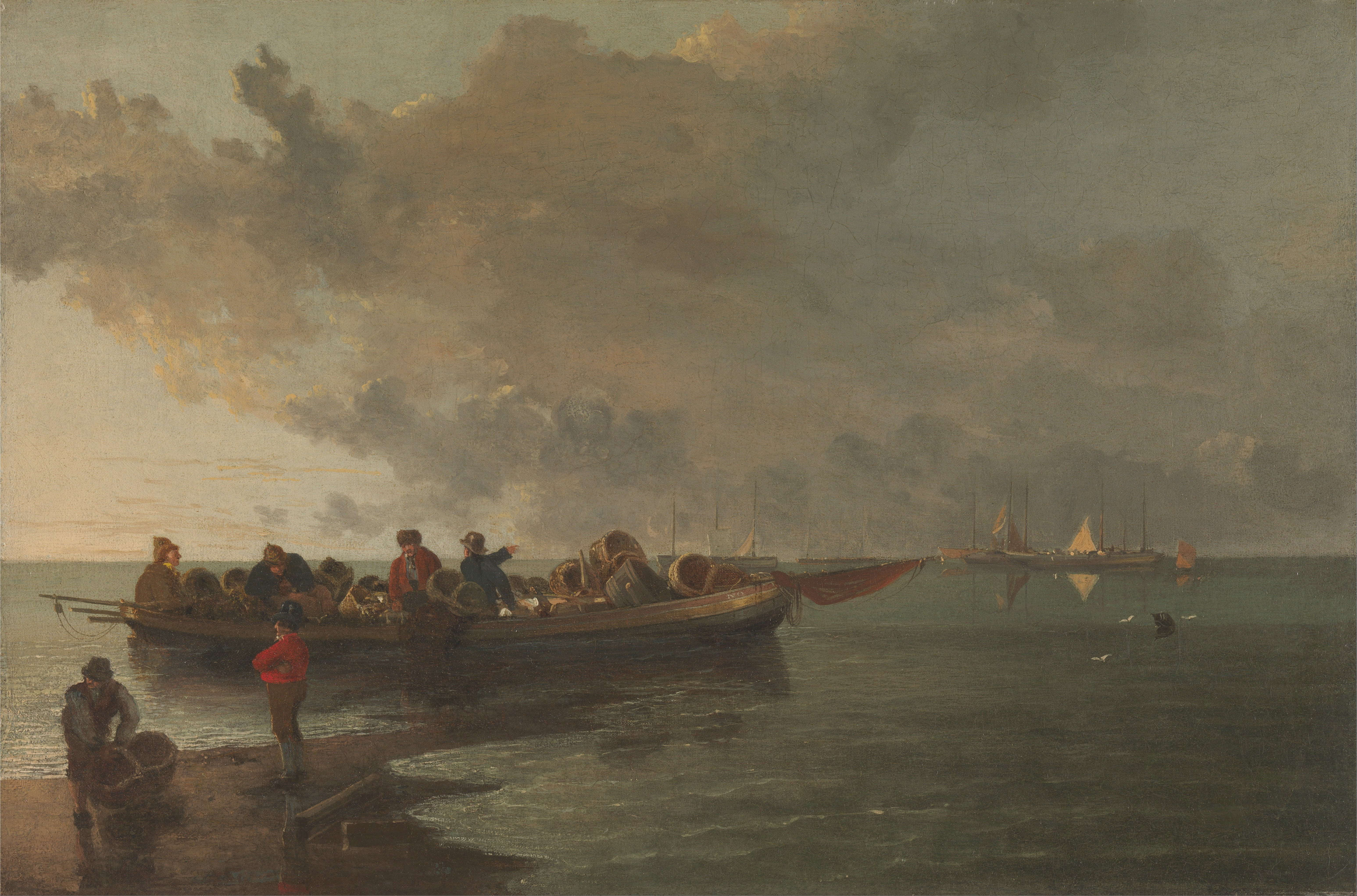
Una barcassa amb un soldat ferit (Centre d'Art Britànic de Yale, Universitat Yale, New Haven)
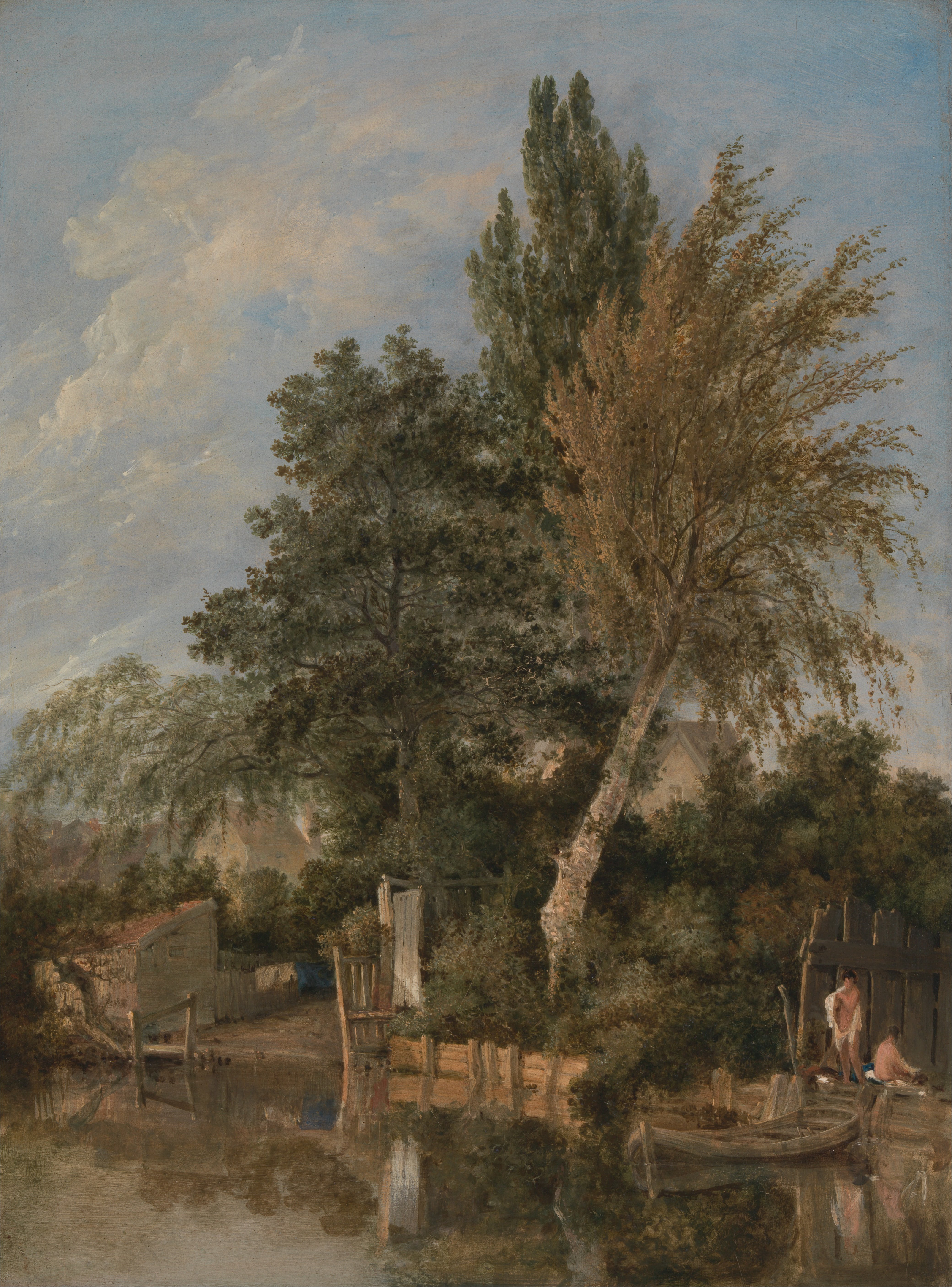
Nens banyant-se al riu Wensum, Norwich (1817, Centre d'Art Britànic de Yale, Universitat Yale, New Haven)
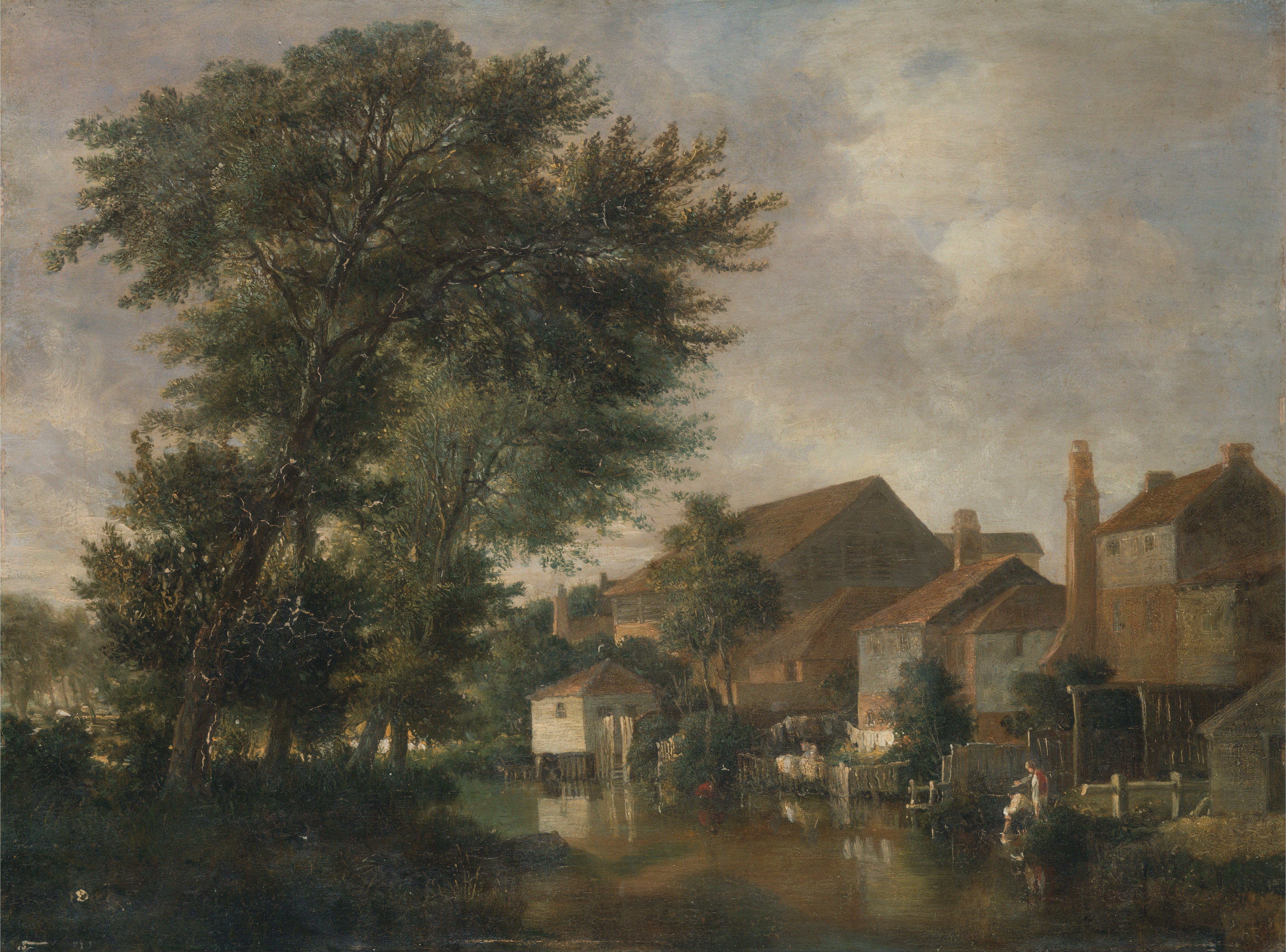
El riu Wensum, Norwich (cap al 1814, Centre d'Art Britànic de Yale, Universitat Yale, New Haven)
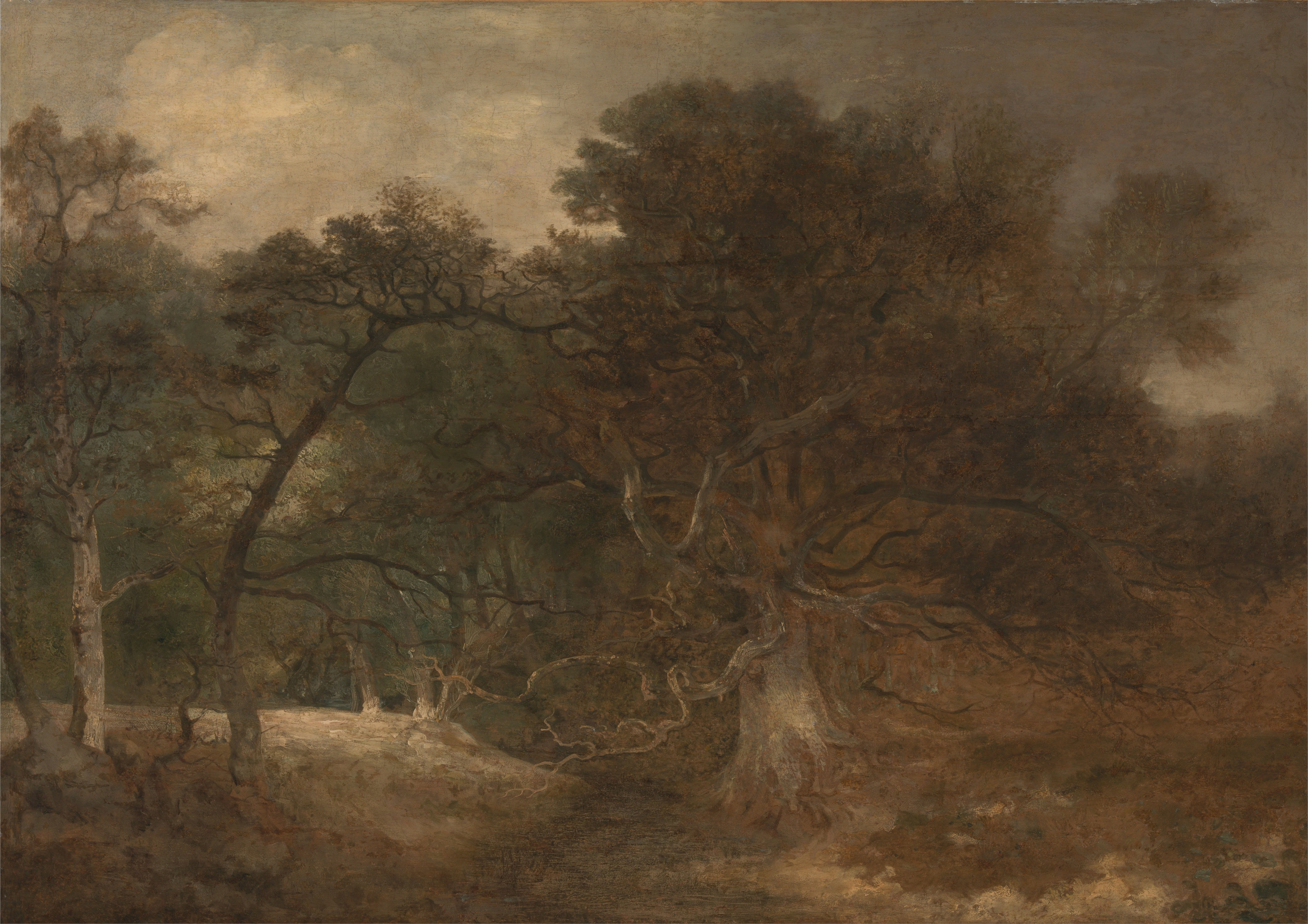
Paisatge arbrat prop de Norwich (entre 1810 i 1812, Centre d'Art Britànic de Yale, Universitat Yale, New Haven)
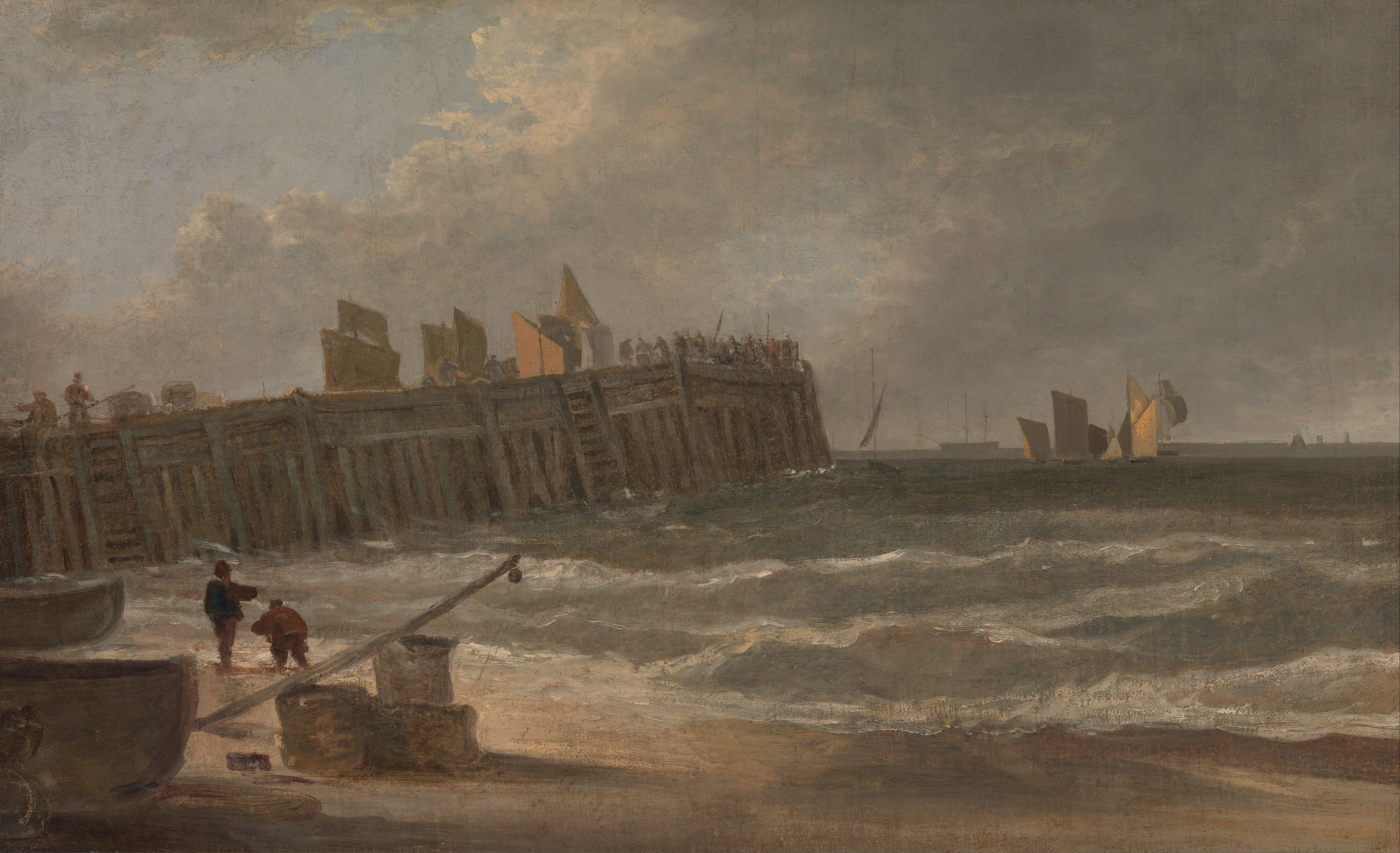
Embarcador de Yarmouth (entre 1810 i 1811, Centre d'Art Britànic de Yale, Universitat Yale, New Haven)
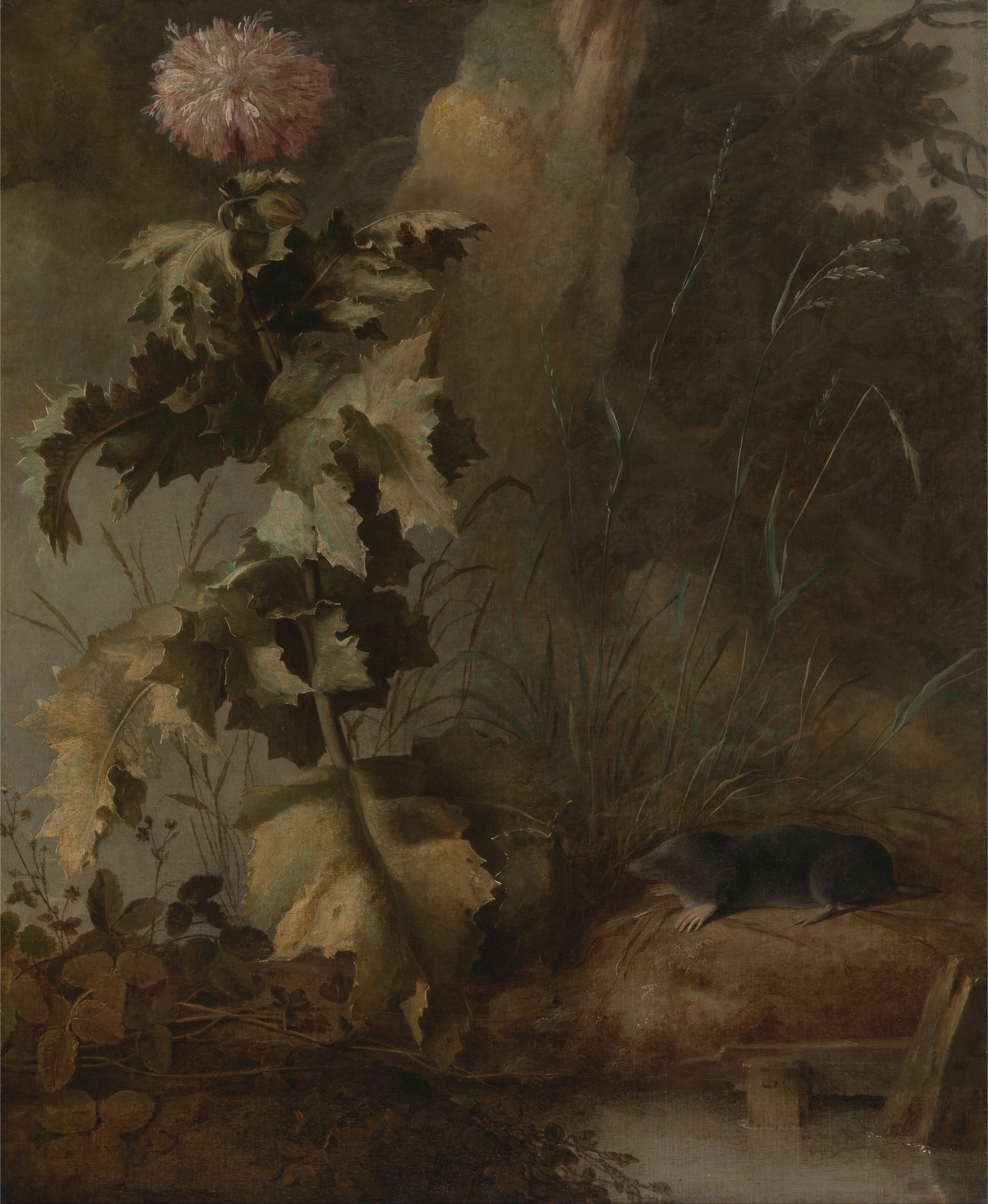
Una rosella egípcia i una almesquera (vers el 1812, Centre d'Art Britànic de Yale, Universitat Yale, New Haven)
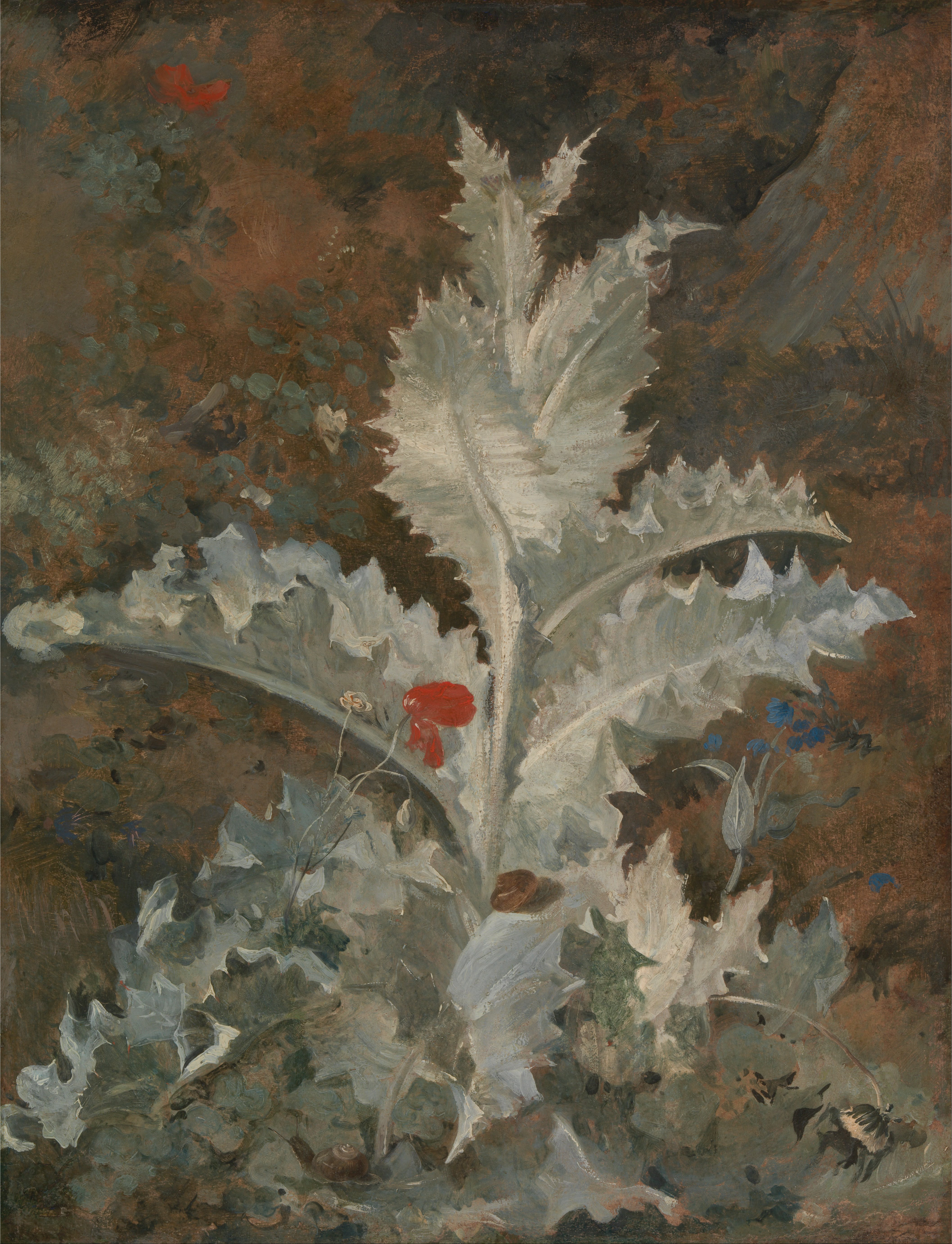
Un card (cap al 1812, Centre d'Art Britànic de Yale, Universitat Yale, New Haven))
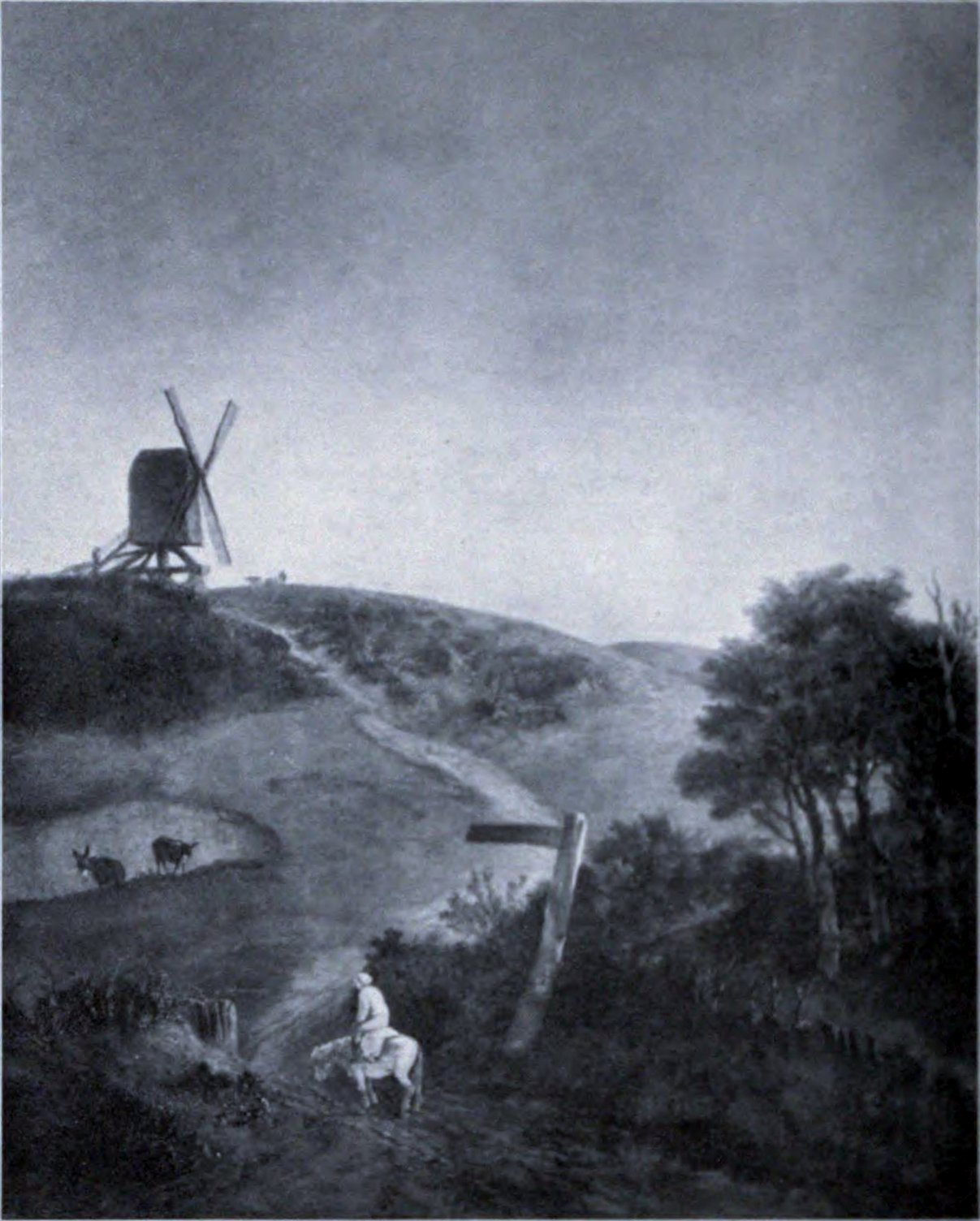
Paisatge amb molí de vent
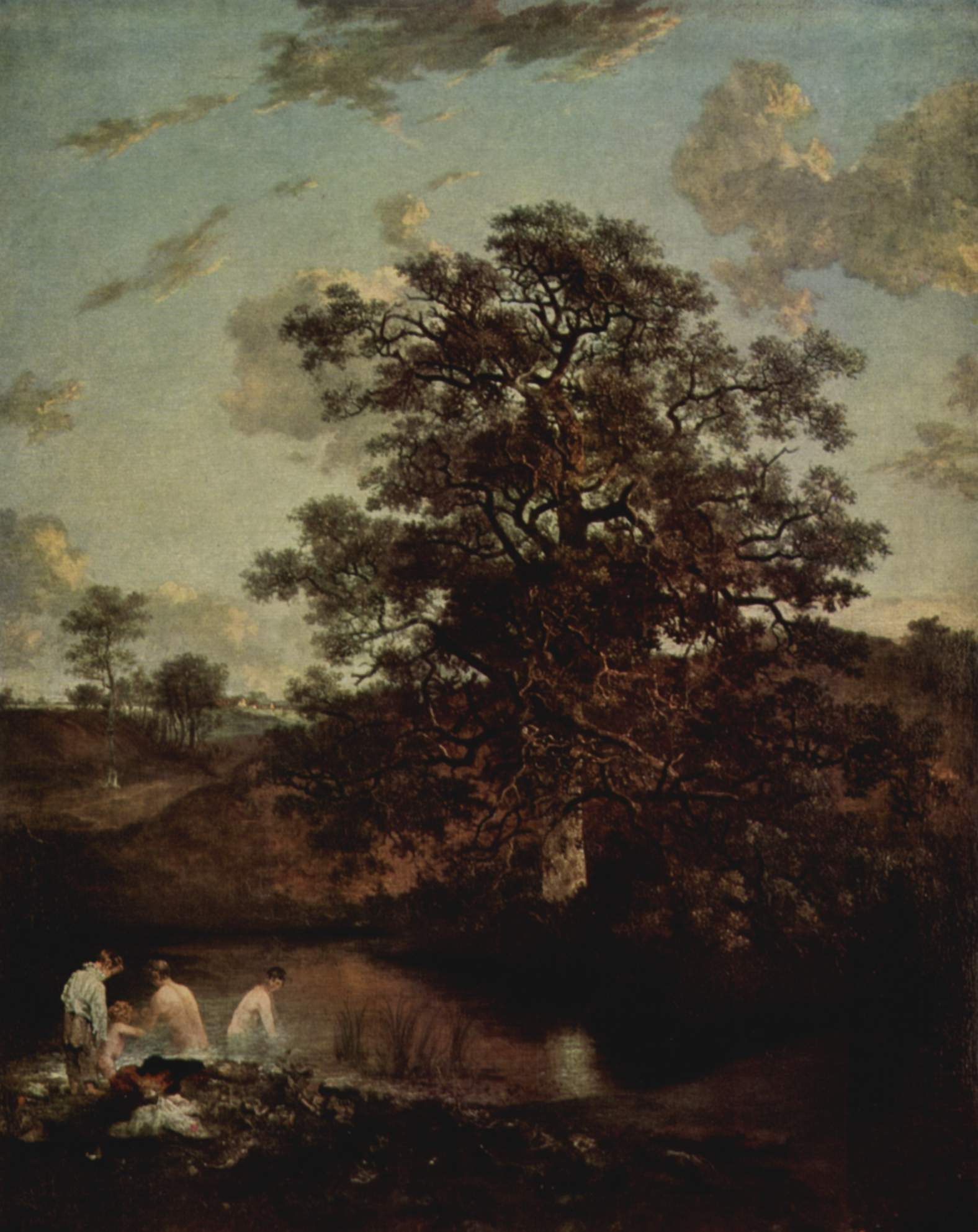
El roure de Poringland (1818, Tate Britain, Londres)
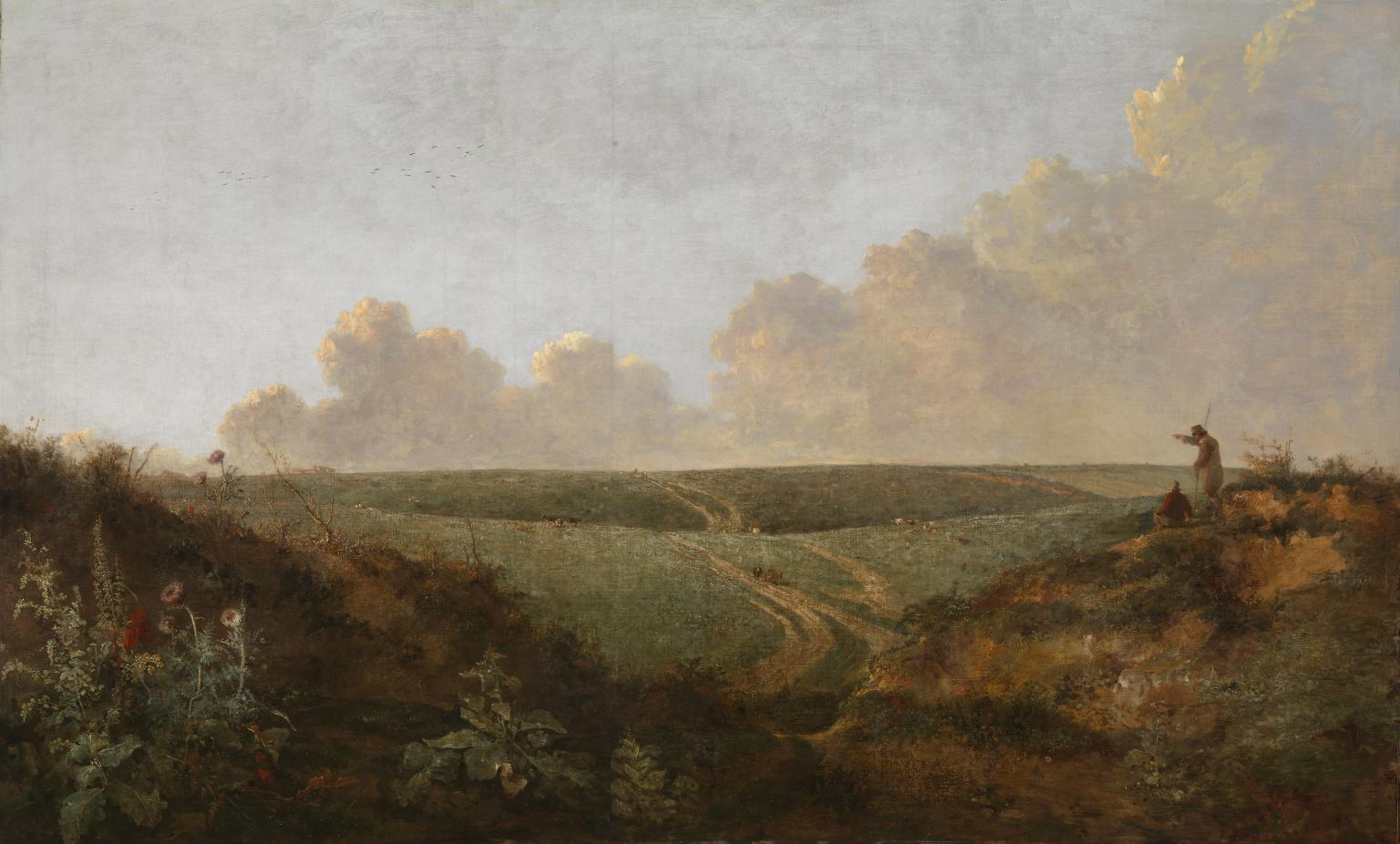
Mousehold Heath, Norwich (cap al 1818-1820, Tate Britain, Londres)
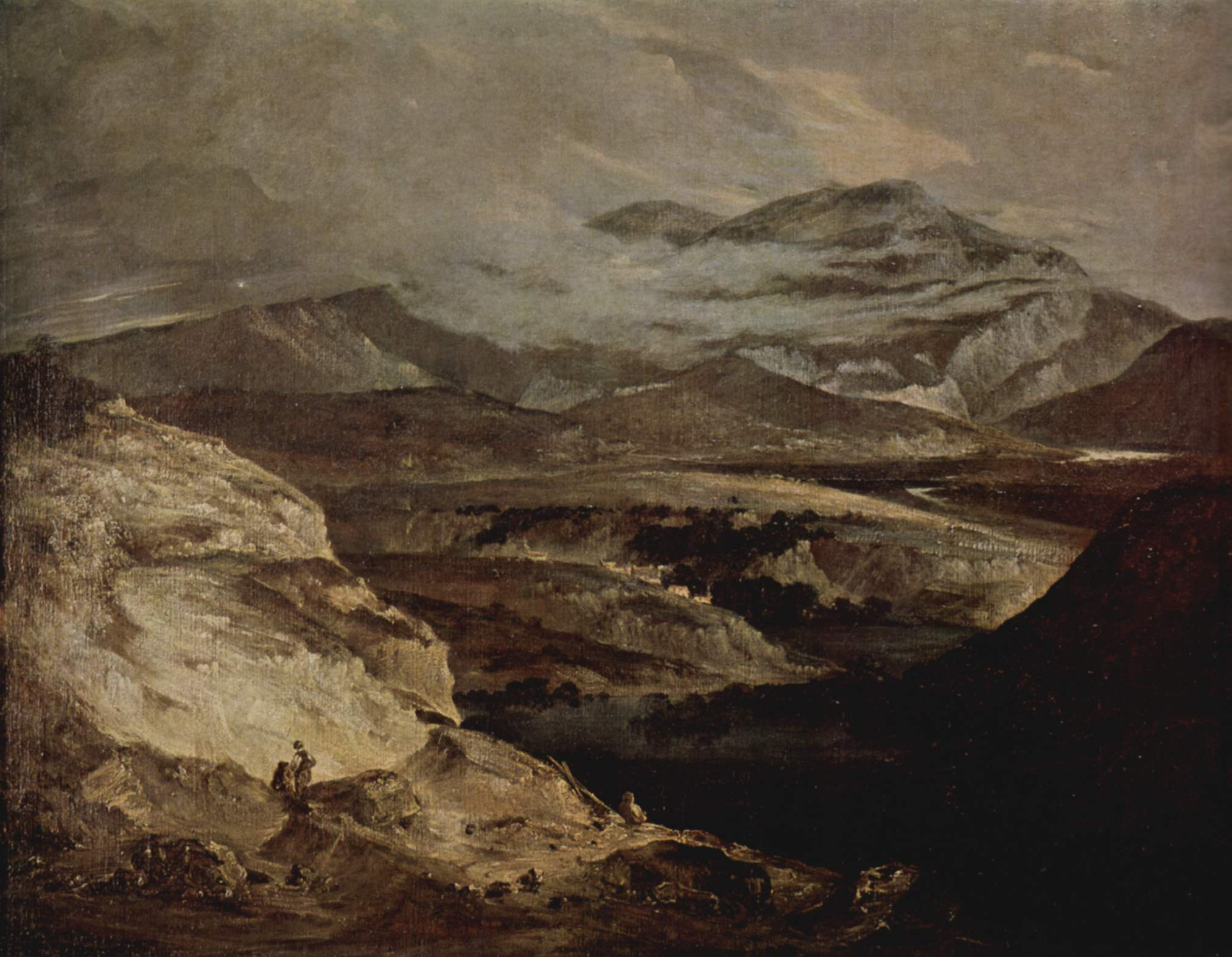
Pissarreries (1802-1805, Tate Britain, Londres)